# Chromousambilla
Chromousambilla är ett släkte av insekter. Chromousambilla ingår i familjen Lentulidae.
Kladogram enligt Catalogue of Life:
| Chromousambilla | \| \| Chromousambilla burttii \| \| \| \| \| \| Chromousambilla latistriata \| \| \| \| \| \| Chromousambilla mweruensis \| \| \| \| \| \| Chromousambilla robertsoni \| \| \| \| \| \| Chromousambilla veseyi \| \| \| \| |
|                 | \| \| Chromousambilla burttii \| \| \| \| \| \| Chromousambilla latistriata \| \| \| \| \| \| Chromousambilla mweruensis \| \| \| \| \| \| Chromousambilla robertsoni \| \| \| \| \| \| Chromousambilla veseyi \| \| \| \| |
|                 | Chromousambilla burttii |
|                 | |
|                 | Chromousambilla latistriata |
|                 | |
|                 | Chromousambilla mweruensis |
|                 | |
|                 | Chromousambilla robertsoni |
|                 | |
|                 | Chromousambilla veseyi |
|                 | |

## Bildgalleri

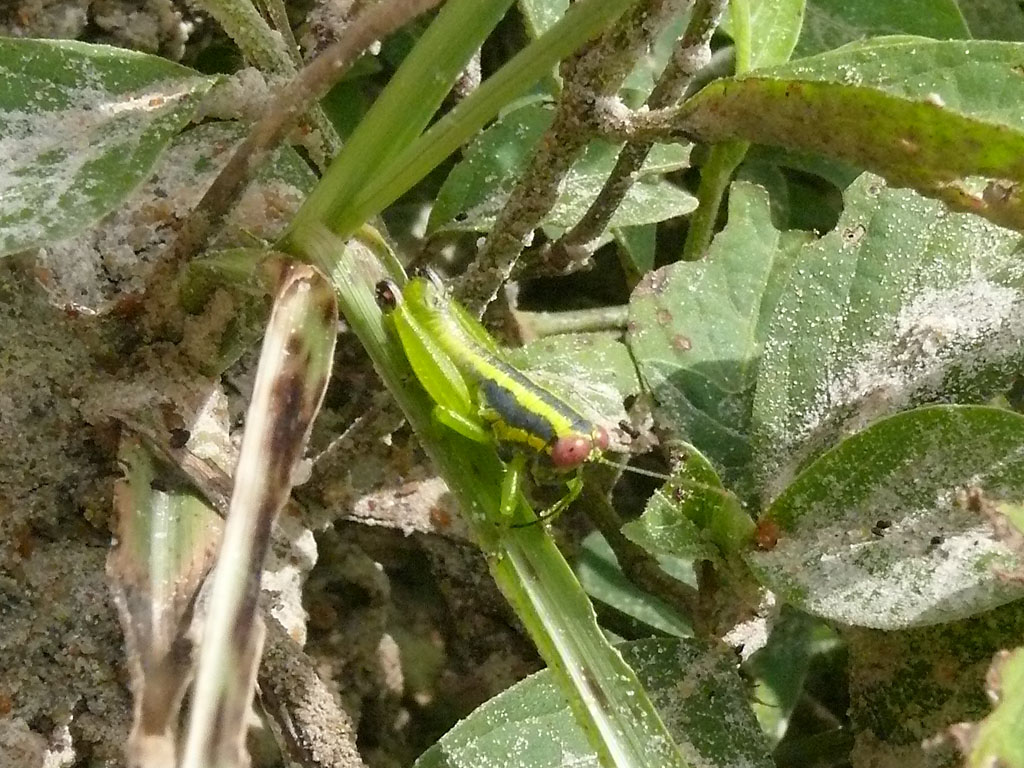